# PZK

PZK est un groupe de pop et musique électronique français, originaire d'Armentières, dans le Nord. 

## Origine
Au début, le groupe se composait de Hugo "JLB" Blondel, Djouz, Florent "OLF" Pyndiah, Clément "KBC" Simpelaere et Baobab. Puis en 2010, la formation se recentre sur KBC, JLB et OLF.

## Premier succès et reconnaissance
Ils sortent le single Les Filles adorent, classé au 4e des charts téléchargés français et au 35e des charts belges, suivi par l'album éponyme, PZK, sorti le 19 octobre 2009 aux labels Up Music et Warner. L'album se classe au 19e des charts français. 
Les PZK, participent au single de Fatal Bazooka, Ce matin va être une pure soirée, qui remporte un fort succès. 

### Nouvelle ère
En 2011, ils rejoignent le label Freaks (parrainé par Michael Youn). Dès lors, ils préparent leur deuxième album "La loi de la jungle".
Le premier single, Chuis Bo, sort le 23 mai 2011, et un clip est réalisé avec la présence de Michaël Youn. Leur titre Chuis Bo a été certifié disque de platine, confirmant son succès auprès du public.
Le single atteint la 24e place des charts français et la 37e des charts belges. Leur nouveau single, Money Money, sort le 21 novembre 2011 avec en invitée Chantal Lauby. 
Les PZK sortent leur deuxième album, La Loi de la jungle, le 5 juin 2012 au Canada, où il connait un franc succès. Il sortira également en France avec le single Chieuse, en version « française » remastérisée et rééditée.
En novembre 2021, le groupe sort une mixtape de 11 titres, Le Before La Galva, ils passent en total indépendance,.
Dès 2023, les titres s'enchainent avec des clip réalisé et produit par les PZK. 
Suivi par le carton "Moi Moi Moi" sur Youtube qui signe leur arrivée sur tous les réseaux sociaux.
Depuis 2024, PZK est en tournée non-stop, dans toute la France, la Belgique et la Suisse avec une série de concerts donnés à guichets fermés. 
Début 2025, sortie de leur troisième album Les filles adorent 2. 
Le 30 mai 2025, les PZK sortiront le single "Si t'es d'accord", la suite spirituelle du titre qui les a fait connaître.

## Membres

### Membres actuels
- Hugo  « JLB »  Blondel — auteur, compositeur, interprète, DJ, topliner
- Clément « KBC » Simpelaere — auteur, compositeur, interprète, DJ, topliner
- Florent « OLF » Pyndiah — interprète, topliner

Anciens membres
- Mendji Tebabes (Djouzy Djouz) — MC (2005—2010)
- Antoine Delbeare (Baobab) — Compositeur (2005—2010)

## Discographie

### Singles
- 2009 : Les filles adorent (4e place des charts téléchargés français[1], 35e des charts belges[2])
- 2009 : Comme ça (24e place des charts téléchargés français[8])
- 2010 : Ce matin va être une pure soirée (feat. Fatal Bazooka, Big Ali, Dogg Soso, DJ Chris Prolls) (4e place des charts téléchargés français[9], 20e des charts belges[10])
- 2011 : Chuis bo (feat. Dogg Soso) (24e place des charts français, 37e des charts belges[4], disque de platine)
- 2024 : Moi Moi Moi
- 2025 : Si t'es d'accord